# Hot Air Balloon
Singles de Owl City
Strawberry Avalanche
(2009) Fireflies
(2009)
Hot Air Balloon est un single d'Owl City. La chanson a été ajoutée dans l'album Ocean Eyes (Deluxe Edition) sorti en 2010.